# Колман, Бесси
Бесси Колман (англ. Bessie Coleman); (1892, Атланта, Техас, США — 30 апреля 1926, Джэксонвилл, Флорида, США) — первая чернокожая лётчица США.

## Биография

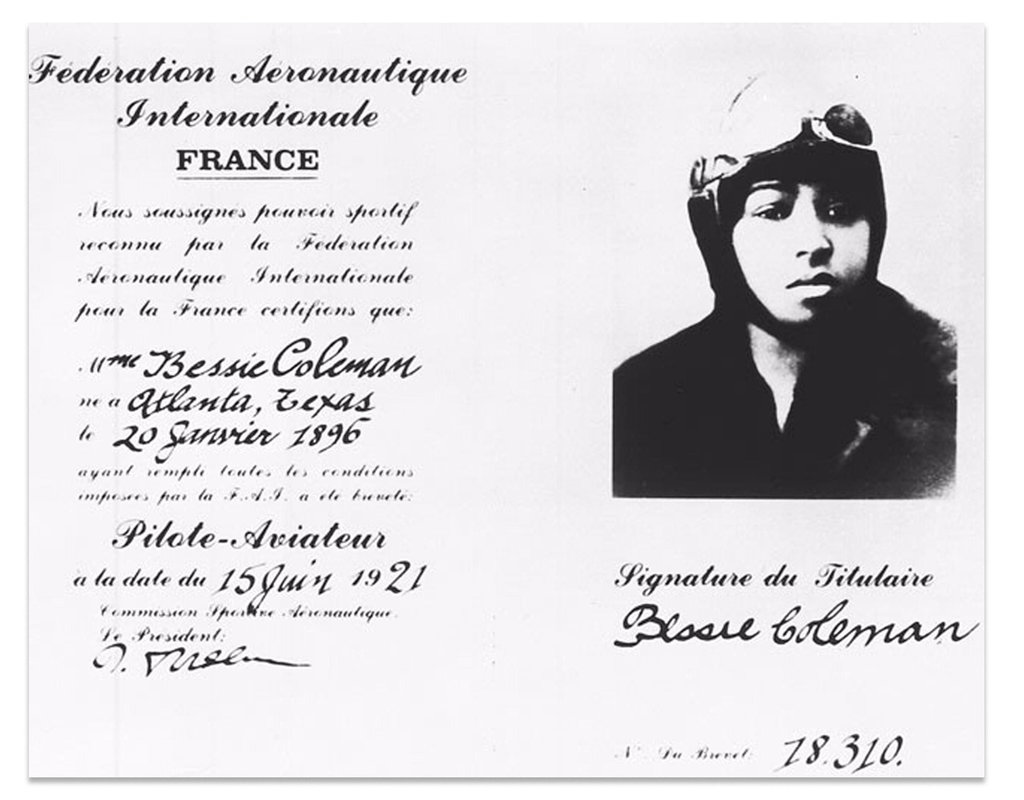
Лицензия пилота, полученная Бесси Колман во французской федерации аэронавтики. 1921 г.

Бесси Колман родилась в многодетной семье от смешанного брака — потомков американских индейцев и афроамериканцев — в Атланте, штат Техас, а затем вместе с семьёй переехала в Чикаго, штат Иллинойс. Во время Первой мировой войны Бесси заинтересовалась авиацией, когда она подружилась с военными лётчиками и местными авиационными техниками, которые посещали парикмахерскую, где она работала. Однако ей было отказано в приёме в лётную школу, так как она была женщиной и к тому же афроамериканкой.
Благодаря предпринятым усилиям Колман добилась того, что ряд предпринимателей профинансировал её учёбу во Франции, и после обучения она стала первой американской женщиной, получившей международную категорию пилота.
Также планировала открыть школу для афроамериканских пилотов.
Бесси Колман освоила парашютизм и управление планёром. Через некоторое время она стала исполнять на планёре каскадёрские трюки, благодаря чему обрела известность во всем мире.

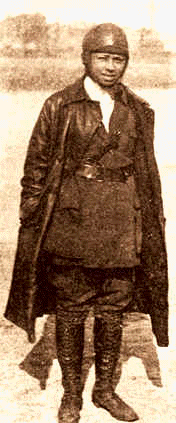

В 1926 г. при выполнении воздушных трюков во Флориде Бесси Колман была брошена потоком воздуха на плоскость летательного аппарата и погибла.

## Память
- В 1931 году чернокожие пилоты Чикаго учредили традицию ежегодного пролёта над её могилой.
- В 1977 году группа афроамериканских пилотов-женщин создала Авиаклуб имени Бесси Колман.
- В 1992 году муниципалитет города Чикаго обратился с просьбой выпустить марку с изображением Бесси Колман, что и было сделано.
- В 2023 году в США вышла монета достоинством 1/4 доллара (25 центов) в серии «Американские женщины».